# Mike Singleton
Mike Singleton (21 febbraio 1951 – 10 ottobre 2012) è stato un autore di videogiochi britannico, noto soprattutto per alcuni titoli dell'era degli home computer, come The Lords of Midnight, War in Middle Earth e Midwinter.